# Timo Beermann
Timo Beermann (* 10. Dezember 1990 in Ostercappeln) ist ein ehemaliger deutscher Fußballspieler.

## Karriere
Beermann erlernte das Fußballspielen beim Ostercappelner FV. 2004 wechselte er zum VfL Osnabrück. Da er im Juniorenbereich während der Spiele eine Sportbrille trug, erhielt er den Spitznamen „Eule“. 2009 hatte er im Seniorenbereich seine ersten Einsätze in der zweiten Mannschaft des Vereins. 2011 wurde er in die Profimannschaft aufgenommen, wo er in seinem ersten Jahr 20 Spiele in der 3. Liga absolvierte. Zur Saison 2013/14 wechselte Beermann zum Ligakonkurrenten 1. FC Heidenheim, mit dem er in derselben Saison Drittligameister wurde und in die 2. Fußball-Bundesliga aufstieg. Mit seinem ersten Tor für Heidenheim am 7. Spieltag der Saison 2016/17 gegen den 1. FC Kaiserslautern erzielte Beermann zugleich den 100. Zweitligatreffer für die Heidenheimer.
Nach einer Dritt- und sechs Zweitligasaisons sowie insgesamt 106 Einsätzen in Heidenheim kehrte Beermann zur Saison 2020/21 zum VfL Osnabrück zurück, der zwischenzeitlich ebenfalls in die 2. Bundesliga aufgestiegen war. Beermann unterschrieb in Osnabrück einen Vertrag bis 2023.
Aufgrund körperlicher Probleme erklärte Beermann nach der Saison 2024/25 sein Karriereende als Fußballspieler.

## Sonstiges
Sein jüngerer Bruder Malte Beermann ist ebenfalls Fußballspieler. Er spielte in der Jugend bei Werder Bremen und steht aktuell beim Regionalligisten Blau-Weiß Lohne unter Vertrag.